# Antje Lenkeit
Antje Lenkeit (* 18. April 1953 in Düsseldorf) ist eine deutsche Theaterregisseurin.

## Leben und Wirken
Lenkeit absolvierte eine Friseurlehre und volontierte danach von 1971 bis 1975 in der Maskenbildnerei des Hamburger Schauspielhauses, wo auch ihre Eltern beschäftigt waren. 1976 bis 1977 war sie Hospitantin und Regieassistentin am Schauspielhaus und wechselte anschließend zusammen mit Wilfried Minks an das Schauspiel Frankfurt. 1981 bis 1982 wirkte sie als Regieassistentin am Schauspiel Köln, wo sie 1982 in der Schlosserei ihr Regiedebüt mit Edward Bonds Gerettet gab.
Daraufhin ging sie als Regieassistentin an das Münchner Residenztheater. Im Theater in der Kreide in Neuperlach inszenierte sie 1984 Carl Sternheims Die Marquise von Arcis und 1986 Friedrich Schillers Maria Stuart, ferner 1985 Fassbinders Katzelmacher im Theater im Marstall. Weitere Regiearbeiten waren Kroetz’ Nicht Fisch nicht Fleisch und Ibsens Nora (1987) in St. Gallen, dessen Die Frau vom Meer am Zimmertheater Tübingen und Goethes Urfaust am Theater Konstanz.
In der Spielzeit 1988/89 wurde sie Regisseurin am Theater Basel. Dort inszenierte sie unter anderem Schillers Die Räuber (1988) und Ibsens Hedda Gabler (1990), am Volkstheater Wien Friedrich Hebbels Judith (1991) und Schillers Maria Stuart (1992), am Theater Kiel August Strindbergs Erik XIV. (1993), am Staatstheater Hannover die Uraufführung von Dea Lohers Leviathan (1993), am Theater Konstanz Warten auf Godot (1997) und die deutsche Erstaufführung von Bonds Jacketts oder Die geheime Hand (1997) sowie am Staatstheater Saarbrücken Shakespeares Romeo und Julia (1998).
Im Jahr 2006 wurde Lenkeit am Theater Ingolstadt verpflichtet, wo sie mit Lessings Emilia Galotti debütierte. Eine spätere Inszenierung dort war 2007 Ibsens Peer Gynt.